# Лозуватка (Маловисківська міська громада)
Лозува́тка — село в Україні, у Маловисківській територіальній громаді Новоукраїнського району Кіровоградської області. Населення становить 921 осіб. Колишній центр Лозуватської сільської ради.

## Населення
Згідно з переписом УРСР 1989 року чисельність наявного населення села становила 1059 осіб, з яких 451 чоловік та 608 жінок.
За переписом населення України 2001 року в селі мешкало 920 осіб.

### Мова
Розподіл населення за рідною мовою за даними перепису 2001 року:
| Мова       | Відсоток |
| ---------- | -------- |
| українська | 97,07 %  |
| російська  | 1,63 %   |
| молдовська | 0,87 %   |
| білоруська | 0,33 %   |

## Постаті
- Бойко Віктор Михайлович (1978—2014) — солдат Збройних сил України, учасник російсько-української війни.